# 阿部雅美
阿部 雅美（あべ まさみ、1948年 - ）は日本のジャーナリスト。北朝鮮による日本人拉致事件をスクープした。産経デジタル代表取締役社長兼CEO。東京都生まれ。産業経済新聞社常務取締役など兼務。

## 経歴
1972年、早稲田大学政経学部卒業、産業経済新聞社に入社。1980年1月7日、サンケイ新聞朝刊一面トップにおいて「アベック三組ナゾの蒸発」「外国情報機関が関与？」などの見出しで、日本人拉致事件を初めて報じた。このスクープは世間ではほとんど等閑視され、被害者家族の要請で公明党議員が国会でアベック連続蒸発に言及するも「原因不明」と回答された。当時について、阿部自身は「他社は北朝鮮に忖度して報道を控えたとの指摘がある。私はそうは思わない。忖度など必要なかったはずの保守系言論人でさえ、拉致疑惑に言及する人は、それから10年以上、1人も現れなかったのだから」と述懐している。
スクープから7年後の1987年、爆破テロ大韓航空爆破事件が発生し、日本人拉致が北朝鮮によるテロ活動の一環として認知されるようになり、1988年3月26日には参議院予算委員会において、当時日本共産党の参議院議員であった橋本敦の質問に対して、梶山静六国家公安委員長が北朝鮮による日本人拉致を認める答弁が行われた。この梶山答弁はテレビに流れることはなく、産経新聞と日経新聞の夕刊に掲載されただけであった。その後、日本人拉致事件への関心が高まり、1997年「北朝鮮による日本人拉致事件疑惑 17年を隔てた2件のスクープ」により新聞協会賞を2年連続で受賞する（1996年は産経新聞の長期大型連載企画「未来史閲覧」による受賞）。その後、東京・大阪の両本社の社会部長、サンケイスポーツ編集局長、東京本社編集局長、常務取締役、産経デジタル初代社長などを歴任した。
事件記者としての経歴が長く、IT業界に詳しいわけではなかったが、産経新聞の新たなデジタル戦略子会社「産経デジタル」初代CEOに就任し、新聞業界初の記者ブログを融合させた「イザ!」やマイクロソフトと提携した「MSN産経ニュース」をスタートさせたほか、夕刊フジ「ZAKZAK」、サンケイスポーツ「sanspo.com」、日本工業新聞「フジサンケイ ビジネスアイ」といった、多くのニュースサイトを立ち上げた。2006年には、Web界の発展に貢献した人を表彰する「Webクリエーション・アウォード」において、1年間でもっとも活躍した人に贈られる「Web人 of the year」も受賞している。
2018年1月7日から産経新聞で「私の拉致取材-40年目の検証」と題した連載記事が始まり、日本人拉致事件とその記憶を再検証した。

## 著書
- 『未来史閲覧』（産経新聞出版、1996年、ISBN 9784594020835）
- 『メディアは死んでいた-検証 北朝鮮拉致報道』（産経新聞出版、2018年、ISBN 9784819113397）

ほか